# Chrysalis (film, 2011)
Pour les articles homonymes, voir Chrysalis.
Pour plus de détails, voir Fiche technique et Distribution.
Chrysalis (De tu ventana a la mía) est un film espagnol réalisé par Paula Ortiz, sorti en 2011.

## Synopsis
Trois femmes à différentes époques essaient de construire leur avenir.

## Fiche technique
- Titre : Chrysalis
- Titre original : De tu ventana a la mía
- Réalisation : Paula Ortiz
- Scénario : Paula Ortiz
- Musique : Avshalom Caspi
- Photographie : Migue Amoedo
- Montage : Irene Blecua, Javier García Arredondo et Paula Ortiz
- Production : Kike Mora
- Société de production : Amapola Films, Aragón Televisión, Bantierra, Oria Films, Televisión Española et Zentropa
- Pays :  Espagne
- Genre : Drame
- Durée : 98 minutes
- Dates de sortie : 
  - Espagne : 28 octobre 2011 (festival international du film de Valladolid), 9 mars 2012

## Distribution
- Maribel Verdú : Inés
- Leticia Dolera : Violeta
- Luisa Gavasa : Luisa
- Roberto Álamo : Paco
- Carlos Álvarez-Nóvoa : Tío Fernando
- José María Asín : Joaquín
- Ramón Barea : Marín
- Luis Bermejo : Valentín
- Laura Gómez-Lacueva : Pilar
- María José Moreno : Tía Carmen
- Fran Perea : Pedro
- Pablo Rivero : Manuel
- Cristina Rota : Isabel
- Julián Villagrán : Jesuso
- María Alfonsa Rosso : Inés Mayor (voix)

## Distinctions
Le film a été nommé pour trois prix Goya.